# Non ho l'età
Non ho l'età (Nisam dovoljno stara) je pjesma koju je Gigliola Cinquetti pjevala na Euroviziji 1964. i pobijedila. Pjesmu je skladao Mario Panzeri a tekst napisao Nicola Salermo. Gigliola Cinquetti je u vrijeme natjecanja imala samo 16 godina te je dugo držala rekord najmlađe osobe koja je pobijedila.
Pjevačica pjeva o momku za kojeg nije dovoljno stara kako bi ga zavoljela i otišla sama s njim u izlazak. Naglašava kako ionako ne bi imali o čemu razgovarati jer on zna puno više stvari od nje. Poručuje mu da je čeka ako želi, jer će jednoga dana sva njezina ljubav biti samo za njega.
Pjesma je u večeri natjecanja bila izvedena dvanaesta po redu, nakon "Oração" Antónia Calvária i prije "Život je sklopio krug" Sabahudina Kurta. Ostvarila je ukupno 42 boda.